# Kuźniecki Okręg Przemysłowy
Kuźniecki Okręg Przemysłowy (Kuzbas) – okręg przemysłowy w południowej Rosji. Powstał na bazie węgla kamiennego (Kuźnieckie Zagłębie Węglowe), rud żelaza, cynku i ołowiu. Rozwinęły się tu następujące gałęzie przemysłu:
- hutnictwo żelaza (Nowokuźnieck, Gurjewsk),
- hutnictwo cynku, ołowiu, cyny i aluminium (Nowokuźnieck, Biełowo),
- karbochemia,
- produkcja nawozów sztucznych i wyrobów gumowych (Nowokuźnieck, Kemerowo, Prokopiewsk),
- przemysł metalowy, elektromaszynowy i zbrojeniowy,
- przemysł petrochemiczny rozwinięty na bazie dostarczanej z Niziny Zachodniosyberyjskiej ropy naftowej,
- przemysł drzewny i celulozowo-papierniczy, związany z zasobami drewna pobliskiej tajgi.